# Operation: Desert Storm (jogo eletrônico)
Operation: Desert Storm é um shooter com visão de cima para baixo para Macintosh. É o primeiro jogo comercial lançado pela Bungie e o primeiro jogo desde a sua incorporação, após o título freeware Gnop!, publicado pelo co-fundador da Bungie Alex Seropian sob o nome da Bungie antes da incorporação. Ele vendeu cerca de 2.500 cópias e foi baseado na Operação Tempestade no Deserto, um conflito no Oriente Médio que estava ocorrendo na época.
O jogo apresenta vinte níveis, culminando na cidade de Bagdá, com o inimigo final sendo uma cabeça gigante de Saddam Hussein. Ele vem com um glossário de termos e curiosidades militares, necessários para contornar a proteção contra cópias no jogo, e mapas autênticos do Teatro de Operações do Kuwait.